# Neomelicharia handschini
Neomelicharia handschini är en insektsart som beskrevs av Victor Lallemand 1935. Neomelicharia handschini ingår i släktet Neomelicharia och familjen Flatidae. Inga underarter finns listade i Catalogue of Life.